# Sefid Dasht
Sefīd Dasht (farsi سفيددشت) è una città dello shahrestān di Borujen, circoscrizione Centrale, nella provincia di Chahar Mahal e Bakhtiari. Aveva, nel 2006, una popolazione di 5.880 abitanti.